# Август Гезер
Август Гезер (нім. August Geser, 25 липня 1902 — 1981, Женева) — швейцарський футболіст, що грав на позиції півзахисника. Відомий виступами за «Серветт», а також національну збірну Швейцарії.

## Клубна кар'єра
У той час чемпіонат Швейцарії проводився за таким регламентом: команди були поділені на три групи за географічним принципом — Захід, Центр і Схід, а у фінальному турнірі грали лише переможці цих груп. «Серветт» був лідером Західного дивізіону (також його називали франкомовним) і дев'ять розіграшів поспіль у 1918—1926 роках вигравав його. Гезер застав якраз кінцівку цієї серії — сезон 1925/26.
У фінальному турнірі чемпіонату Швейцарії 1926 року «Серветт» переміг з рахунком 5:2 «Янг Бойз», а в другому матчі зіграв унічию 2:2 з «Грассгоппером». Обидві команди набрали однакову кількість очок, тому був призначений додатковий матч, незважаючи на перевагу команди з Женеви за різницею м'ячів. У переграванні «Грассгоппер» вів у два голи після першого тайму, але наприкінці поєдинку «Серветт» зумів здобути вольову перемогу з рахунком 3:2 завдяки голу Пасселло (75 хв) і двом голам Баї (80 і 84 хв).
В 1927 році «Серветт» вперше з 1918 року не зумів виграти Західну лігу, поступившись одним очком «Білю». Наступного року клуб знову був другим у своїй лізі, суттєво поступившись «Етуалю». Але того ж 1928 року «Серветту» вдалось вперше виграти Кубок Швейцарії. У фіналі команда перемогла «Грассгоппер» з рахунком 5:1. Гезер не грав у фіналі, але загалом у тому розіграші провів 4 матчі.
В 1929 році «Серветт» став лише четвертим у Західній лізі, а в 1930 році — другим. Але на той момент фінальний турнір чемпіонату Швейцарії було розширено до шести учасників, по двоє найкращих з кожної групи. Клуб з Женеви виграв усі свої матчі фінального турніру і став чемпіоном Швейцарії після трирічної перерви.
Влітку 1930 року на честь відкриття стадіону «Стад-де-Шарміль» «Серветт» став організатором Кубка Націй, престижного футбольного міжнародного змагання. Запрошення отримали 12 провідних футбольних федерацій Європи того часу. Відмовились Англія і Португалія, а інші десять країн делегували своїх представників, причому чинних чемпіонів або володарів національних кубків. Винятком стала лише Іспанія, яку представляв «Реал Уніон», що став шостим у чемпіонаті, але цей клуб був підсилений кількома гравцями з інших іспанських команд. Перед турніром у «Серветт» повернувся тренер Тедді Дакворт. У першому раунді клуб розгромно програв австрійській «Вієнні» з рахунком 0:7. Але формат змагань був таким, що команди, які поступились у першій грі, потрапляли в додатковий раунд. Господарі обіграли бельгійський «Серкль» (Брюгге) з рахунком 2:1 і вийшли в чвертьфінал, де переграли сильну італійську «Болонью» — 4:1. У півфіналі «Серветт» поступився з рахунком 0:3 угорському «Уйпешту», майбутньому чемпіону. В матчі за 3 місце швейцарці вдруге програли з великим рахунком «Вієнні» — 1:5. Гезер грав лише в обох матчах проти «Вієнни».
У 1931 році швейцарська Серія А перетворилась на Національну лігу А, футбол став професійним. У «Серветті» відбувалась зміна поколінь, бо більшість героїв 20-х років залишили команду. Гезер протримався в клубі до 1932 року.

## Виступи за збірну
У складі національної збірної Швейцарії грав з 1926 по 1930 рік. Провів у її формі загалом 9 матчів. 

## Титули і досягнення
- Чемпіон Швейцарії (2):

«Серветт»: 1925–1926, 1929–1930
- Володар Кубка Швейцарії (1):

«Серветт»: 1927–1928